# Dąbrowiec (województwo małopolskie)
Dąbrowiec – wieś w Polsce położona w województwie małopolskim, w powiecie miechowskim, w gminie Charsznica.
W latach 1975–1998 miejscowość administracyjnie należała do województwa kieleckiego.